# آخرین آرزو
آخرین آرزو (لهستانی: Ostatnie życzenie) اولین داستان از مجموعه کتاب‌های ویچر در قالب خیال‌پردازی اثر آنجی سپکوفسکی نویسنده لهستانی است. این کتاب نخستین مرتبه در در سال ۱۹۹۳ در لهستان به چاپ رسید و نخستین ترجمه انگلیسی آن هم در سال ۲۰۰۷ به چاپ رسید. کتاب آخرین آرزو با ترجمه سینا طاوسی از انتشارات آذرباد برای اولین در ایران منتشر شده است.